# Stockholmsloppet
Stockholmsloppet var ett långdistanslopp som arrangerades 1927-1955, 1962-1969, 1971-2000 samt 2002-2008.

## Stockholmsloppet 1927-1955
Stockholms-Tidningens sportjournalist Oscar Söderlund, med signaturen Glokar Well, kom med idén att arrangera ett långdistanslopp. Fredrikshofs IF blev medarrangörer. Start och mål var på Stockholms stadion och den 25 km långa banan sträckte sig runt Djurgårdsbrunnsviken och norra Brunnsviken i en åtta. Loppet gick i samband med en fotbollsmatch på stadion och engelsmannen Ernest Harper vann första loppet 1927 i ösregn på tiden 1.27.01..
Loppet hade alltid start och mål på Stockholms stadion förutom 1936, då start och mål var på Skansen samt 1937. 1938, 1944 och 1945 då start och mål var på Råsunda fotbollsstadion i Solna.
Segerrikast i Stockholmsloppet var Thore Enochsson med fyra segrar åren 1933-1936, följd av finländske Erkki Tamila som tog tre segrar de följande tre åren. Sedan tog även Arboga-löparen Uno Gustavsson tre segrar på 1950-talet innan loppet lades ned 1955.

### Vinnare
| År   | Herrar            | Land           | Tid     | Damer | Land | Tid |
| ---- | ----------------- | -------------- | ------- | ----- | ---- | --- |
| 1927 | Ernest Harper     | Storbritannien | 1.27.01 |       |      |     |
| 1928 | Gunnar Janson     | Sverige        | 1.29.27 |       |      |     |
| 1929 | Martti Marttelin  | Finland        | 1.25.06 |       |      |     |
| 1930 | Armas Toivonen    | Finland        | 1.26.48 |       |      |     |
| 1931 | Armas Toivonen    | Finland        | 1.26.43 |       |      |     |
| 1932 | Gunnar Johansson  | Sverige        | 1.27.21 |       |      |     |
| 1933 | Thore Enochsson   | Sverige        | 1.25.46 |       |      |     |
| 1934 | Thore Enochsson   | Sverige        | 1.27.56 |       |      |     |
| 1935 | Thore Enochsson   | Sverige        | 1.26.06 |       |      |     |
| 1936 | Thore Enochsson   | Sverige        | 1.27.35 |       |      |     |
| 1937 | Erkki Tamila      | Finland        | 1.23.10 |       |      |     |
| 1938 | Erkki Tamila      | Finland        | 1.25.01 |       |      |     |
| 1939 | Erkki Tamila      | Finland        | 1.26.28 |       |      |     |
| 1940 | Otto Lindström    | Sverige        | 1.24.02 |       |      |     |
| 1941 | Gullik Jensen     | Sverige        | 1.24.54 |       |      |     |
| 1942 | Gösta Pettersson  | Sverige        | 1.25.48 |       |      |     |
| 1943 | Sven Håkansson    | Sverige        | 1.25.22 |       |      |     |
| 1944 | Sven Håkansson    | Sverige        | 1.25.06 |       |      |     |
| 1945 | Gösta Leandersson | Sverige        | 1.24.59 |       |      |     |
| 1946 | Gustav Östling    | Sverige        | 1.20.49 |       |      |     |
| 1947 | Evert Heinström   | Finland        | 1.20.53 |       |      |     |
| 1948 | Gustav Östling    | Sverige        | 1.23.06 |       |      |     |
| 1949 | George Bardet     | Sverige        | 1.24.19 |       |      |     |
| 1950 | Gösta Leandersson | Sverige        | 1.26.44 |       |      |     |
| 1951 | Jean Leblond      | Belgien        | 1.26.55 |       |      |     |
| 1952 | Uno Gustavsson    | Sverige        | 1.24.43 |       |      |     |
| 1953 | Uno Gustavsson    | Sverige        | 1.23.46 |       |      |     |
| 1954 | Evert Nyberg      | Sverige        | 1.23.50 |       |      |     |
| 1955 | Uno Gustavsson    | Sverige        | 1.26.35 |       |      |     |

## Lilla Maran och Stockholmsloppet 1962-1968
1962 arrangerades Lilla Maran, vilket förmodligen var det första halvmarathonloppet (21 098 meter) som arrangerats i Sverige och som gick fem och ett halvt varv runt Laduviken i Stockholm. 1968 bytte detta namn till Stockholmsloppet, men fortsatte vara ett halvmarathon och arrangörsklubben Fredrikshofs klubbtidning rapporterade att "vi med glädje kunde räkna in nästan 300 deltagare, vilket torde vara rekord för ett landsvägslopp i Sverige". 

### Vinnare
| År   | Herrar                               | Land    | Tid     | Damer | Land | Tid |
| ---- | ------------------------------------ | ------- | ------- | ----- | ---- | --- |
| 1962 | Erik Östbye                          | Sverige | 1.10.03 |       |      |     |
| 1963 | Georg Flack                          | Sverige | 1.12.17 |       |      |     |
| 1964 | Ingvald Midelf                       | Sverige | 1.09.25 |       |      |     |
| 1965 | Sture Gustavsson                     | Sverige | 1.09.24 |       |      |     |
| 1966 | Peter Fredriksson och Erik Bergqvist | Sverige | 1.08.40 |       |      |     |
| 1967 | Christopher Wade                     | England | 1.07.11 |       |      |     |
| 1968 | Kjell Botten                         | Norge   | 1.07.30 |       |      |     |

## Stockholmsloppet 1969-1983
1969 flyttades Stockholmsloppet till trakterna kring Kaknästornet och Gärdet och blev ett parklopp på 14-15 km. Loppet var då ett samarrangemang med Stockholms maraton-DM. Efter ett års uppehåll arrangerades sedan tävlingen 1971-1976 med i stort sett samma bansträckning.
1977-1980 förlades banan till lättsprungen parkterräng i universitetsområdet vid Lappkärrsberget och Stora Skuggan. Första åren sprangs fem varv på en 3 km-slinga och sedan var det en slinga på 4,0-4,5 km som sprangs tre varv.
1981-1983 arrangerades tävlingen i Lill-Jansskogen med en distans på 12-15 km, men det var inte förrän 1983 som start och mål åter var inne på Stockholms Stadion.
| År   | Herrar             | Land    | Tid   | Damer | Land | Tid |
| ---- | ------------------ | ------- | ----- | ----- | ---- | --- |
| 1969 | Rolf Hesselvall    | Sverige | 55.18 |       |      |     |
| 1971 | Hannu Partanen     | Sverige | 48.22 |       |      |     |
| 1972 | Max Holmnäs        | Sverige | 49.05 |       |      |     |
| 1973 | Bertil Rehn        | Sverige | 51.09 |       |      |     |
| 1974 | Gert Eriksson      | Sverige | 49.36 |       |      |     |
| 1975 | Claes-Håkan Beimer | Sverige | 50.35 |       |      |     |
| 1976 | Peter Mannike      |         | 52.31 |       |      |     |
| 1977 | Gunnar Holm        | Sverige | 48.44 |       |      |     |
| 1978 | Max Holmnäs        | Sverige | 45.03 |       |      |     |
| 1979 | Bo Orrsveden       | Sverige | 42.36 |       |      |     |
| 1980 | Tom Berghäll       | Sverige | 45.54 |       |      |     |
| 1981 | Rauno Koivula      | Sverige | 42.51 |       |      |     |
| 1982 | Johan Engholm      | Sverige | 41.40 |       |      |     |
| 1983 | Matts Jansson      | Sverige | 37.09 |       |      |     |

## Stockholmsloppet 1984-2000
Staffan Skog, Turebergs IF och Bertil Carlén, Fredrikshofs IF fick Stockholms-Tidningen att ställa upp som medarrangör för ett halvmaratonlopp på Stockholms gator. Trots att tidningen lades ned någon vecka före nypremiären den 2 september 1984 blev loppet en succé med 3 000 anmälda och 2 500 deltagare som sprang. Tommie Nordh nådde målet en sekund före Åke Eriksson. Båda representerade Fredrikshofs IF och det anges ofta att de delade på segern.
Loppet arrangerades omväxlande i augusti eller september. Intresset ökade och som mest hade tävlingen över 10 000 anmälda, men trots stora startfält blev ekonomin ansträngd i slutet av 1990-talet. Stockholmsloppet som halvmaraton arrangerades sista gången 2000. Turebergs FK startade tillsammans med Hässelby SK och Spårvägens FK S:t Eriksloppet, som senare skulle byta namn till Stockholm Halvmarathon.

### Vinnare[3][4]
| År   | Herrar                        | Land     | Tid     | Damer                     | Land     | Tid     |
| ---- | ----------------------------- | -------- | ------- | ------------------------- | -------- | ------- |
| 1984 | Tommie Nordh och Åke Eriksson | Sverige  | 1.08,02 | Solveig Harrysson         | Sverige  | 1.16,27 |
| 1985 | Suleiman Nyambui              | Tanzania | 1.04,54 | Solveig Harrysson         | Sverige  | 1.14,42 |
| 1986 | Suleiman Nyambui              | Tanzania | 1.03,43 | Carina Juselius           | Sverige  | 1.17,25 |
| 1987 | Douglas Wakiihuri             | Kenya    | 1.01,40 | Ritva Lemittinen          | Finland  | 1.16,16 |
| 1988 | Geir Kvernmo                  | Norge    | 1.02,13 | Ritva Lemittinen          | Finland  | 1.15,57 |
| 1989 | Simon Robert Naali            | Tanzania | 1.02,47 | Ritva Lemittinen          | Finland  | 1.15,28 |
| 1990 | Simon Robert Naali            | Tanzania | 1.01,45 | Cathrine Newman           | England  | 1.12,29 |
| 1991 | Simon Robert Naali            | Tanzania | 1.02,38 | Ritva Lemittinen          | Finland  | 1.14,22 |
| 1992 | Benson Masaya                 | Kenya    | 1.01,28 | Tatjana Titova            | OSS      | 1.11,02 |
| 1993 | Zablion Miano                 | Kenya    | 1.01,51 | Olga Matjurina            | Ryssland | 1.12,43 |
| 1994 | Andrew Panga                  | Tanzania | 1.02,46 | Päivi Tikkanen            | Finland  | 1.10,35 |
| 1995 | Egobert Naali                 | Tanzania | 1.01,39 | Anne Hegvold              | Norge    | 1.16,24 |
| 1996 | Benson Masaya                 | Kenya    | 1.02,23 | Magdalena Thorsell        | Sverige  | 1.13,35 |
| 1997 | Alfred Shemweta               | Sverige  | 1.04,33 | Junko Asari               | Japan    | 1.12,21 |
| 1998 | Alfred Shemweta               | Sverige  | 1.02,43 | Annika Nyberger           | Sverige  | 1.16,19 |
| 1999 | Alfred Shemweta               | Sverige  | 1.04,31 | Marie Söderström-Lundberg | Sverige  | 1.12,43 |
| 2000 | Alfred Shemweta               | Sverige  | 1.04,48 | Marie Söderström-Lundberg | Sverige  | 1.14,39 |

## Stockholmsloppet och Stockholmsmilen 2002-2008
Efter nedläggningen av Stockholmsloppet satsade Fredrikshofs IF på Dagbladsstafetten, återupplivade Fredrikshofsspelen och återkom 2002 med Stockholmsloppet som ett 10 km-lopp. Det sprangs två varv i Lill-Jansskogen och med varvning och mål på Stockholms stadion. 2002-2004 arrangerades loppet i maj månad. 2005-2008 arrangerades loppet omväxlande i september och oktober . Sista året, 2008, arrangerades det under namnet Stockholmsmilen.

### Vinnare
| År   | Herrar           | Land    | Tid   | Damer            | Land    | Tid   |
| ---- | ---------------- | ------- | ----- | ---------------- | ------- | ----- |
| 2002 | Said Regraigui   | Marocko | 30.15 | Anna Lindh       | Sverige | 37.03 |
| 2003 | Jonas Djurback   | Sverige | 32.31 | Helena Olofsson  | Sverige | 36.09 |
| 2004 | Kent Claesson    | Sverige | 30.13 | Anna Lindh       | Sverige | 35.47 |
| 2005 | Niklas Österberg | Sverige | 32.07 | Anna von Schenck | Sverige | 35.58 |
| 2006 | Erik Sjöqvist    | Sverige | 31.16 | Lisa Wiklund     | Sverige | 37.06 |
| 2007 | Fredrik Uhrbom   | Sverige | 30.56 | Louise Wiker     | Sverige | 37.04 |
| 2008 | Fredrik Uhrbom   | Sverige | 30.43 | Anna Rahm        | Sverige | 34.32 |